# Ztracená generace

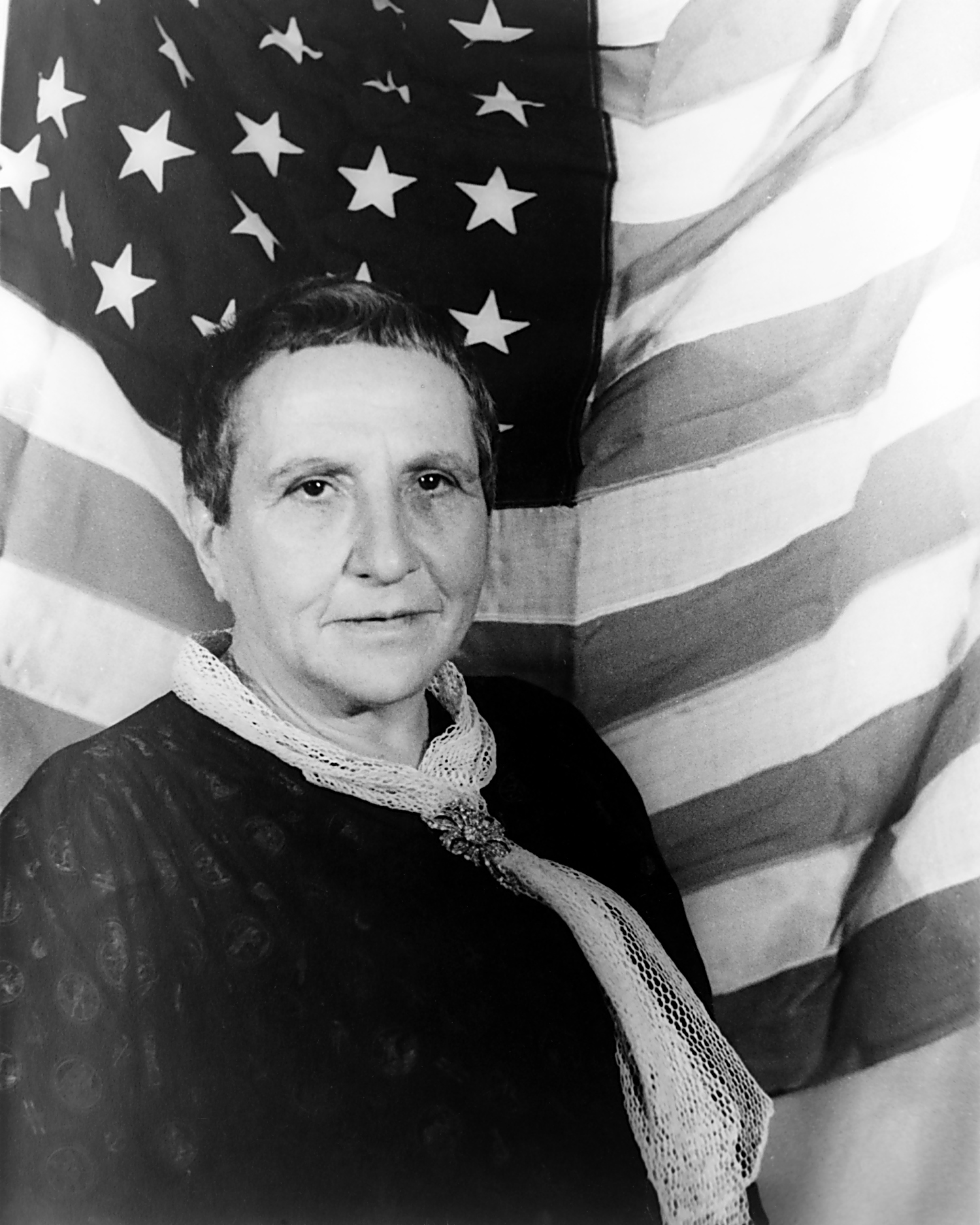
Gertrude Steinová

Pojem ztracená generace (anglicky Lost Generation) poprvé použila americká spisovatelka Gertrude Steinová v roce 1924. Podle Ernesta Hemingwaye, který tento termín zpopularizoval ve své prvotině Fiesta (I slunce vychází), pronesla Steinová tato slova: „Vy všichni mladí, kdo jste sloužili ve válce, jste ztracená generace.“ (v angličtině: „All of you young people who served in the war. You are a lost generation.“).
V knize Pohyblivý svátek Hemingway uvádí, že termín (orig. francouzsky, "Une génération perdue") převzala Steinová od patrona autodílny, kde jí spravovali vůz. 
Tímto termínem jsou označeni spisovatelé narození kolem roku 1900, kteří zažili první světovou válku a bojovali v ní. Jejich pocity z války po návratu domů, většinou totožné s pocity vojáků, jsou zobrazeny v jejich dílech, která vycházejí ve 20. letech 20. století. Často se z války vrátili zmrzačeni fyzicky, ale i duševně, a to vedlo k problémům se zařazením do společnosti a s vedením běžného života. Spisovatelé ztrácejí kvůli válce ideály jak o samotné válce, tak i o své budoucnosti. Přídavné jméno „ztracení“ referuje k jejich ztracenosti ve společnosti a hlavně v budoucnosti, protože jejich představy byly zásadně poničeny. Autoři ztratili nejen část svého života, ale i svou schopnost žít. K poničení jejich představ došlo kvůli rychlému dospívání z důvodu boje na frontách a kvůli tomu, že nemohli prožít klasické první zamilování, nemohli studovat a nemohli dospět jako generace před nimi.
Mezi spisovatele ztracené generace patří například F. S. Fitzgerald, E. Hemingway, E. E. Cummings, John Steinbeck a také John Dos Passos. Patří sem také spisovatelé, kteří žili v Paříži, kterou považovali za centrum literárního dění kolem roku 1920. Během 30. let se autoři zařadí do jiných literárních směrů a tím fáze ztracené generace, která reaguje na první světovou válku, končí.

## Témata a znaky ztracené generace v dílech
- pocity z války – především skepse a zklamání
- zdeformování představ o budoucnosti
- vyřazení ze společnosti a neschopnost se do ní začlenit
- nedůvěra ve společnost a nesouhlas s hodnotami společnosti
- kritika společnosti
- psychické problémy autorů i hlavních hrdinů
- introvertní hrdina, který nedokáže komunikovat s dávnými přáteli
- hrdina postavený do nebezpečné situace, ve které se projeví jeho skutečný charakter[4][2]

Mezi téma ztracené generace také patří pojem americký sen. Jedná se o finanční a životní bohatství v podobě partnera, partnerky, rodiny a dětí, dobře placeného zaměstnání, dosáhnutí luxusního stylu života, které člověk získal tvrdou prací a velkou snahou. Ztracená generace tento americký sen nenaplňuje a to se odráží v jejich dílech, kde se většinou americký sen hlavnímu hrdinovi rozplyne právě z důvodu první světové války.

## Významná díla a autoři

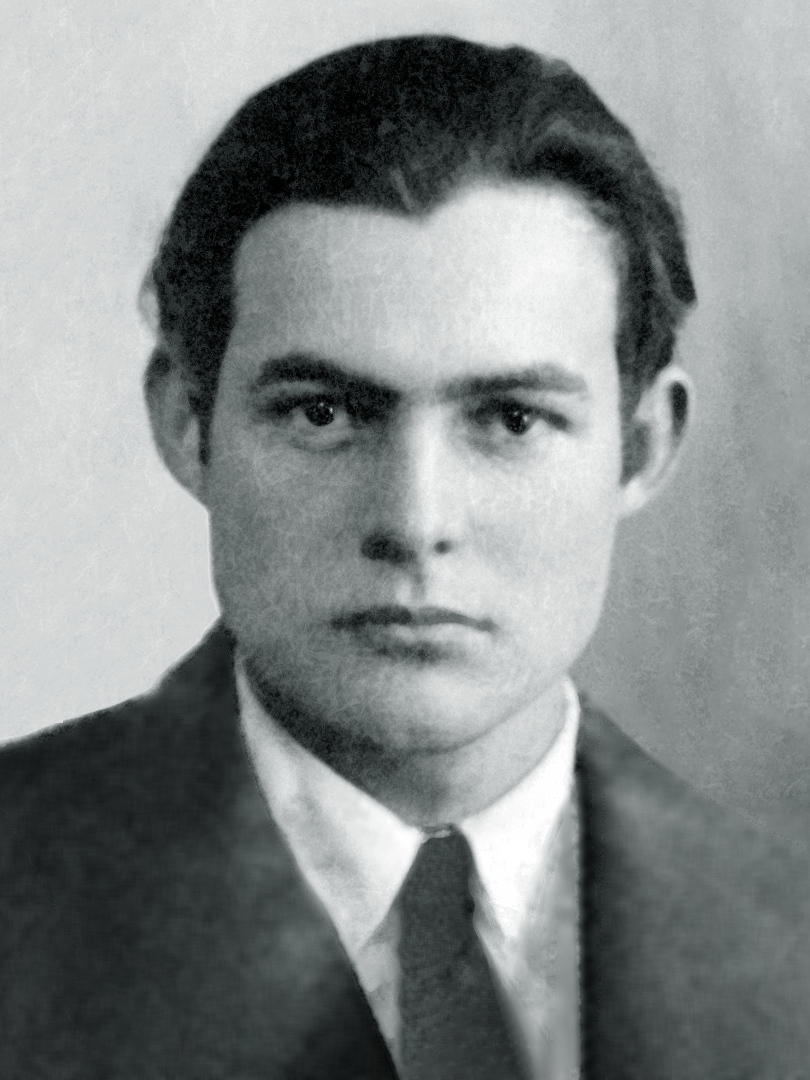
E. Hemingway

### Ernest Hemingway
E. Hemingway použil termín ztracená generace ve svém prvním díle Fiesta (I slunce vychází), kde v úvodu doslovně citoval slova Gertrude Steinové.
Fiesta vypráví příběh o mladíkovi, kterému brání v naplnění jeho života zranění z války. Touží po vztahu s dívkou, ale ví, že by jejich vztah nemohl fungovat, protože jeho zranění mu neumožňuje mít děti. Toto dílo je jasným obrazem ztracené generace. Mezi jeho další díla spojená se ztracenou generací patří novela Stařec a moře a román Komu zvoní hrana.

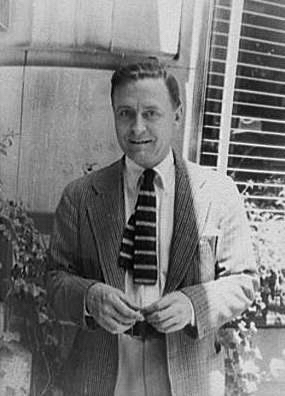
F. S. Fitzgerald

### Francis Scott Fitzgerald
F. S. Fitzgerald napsal za svůj život mnoho významných děl, ale jedno z nejznámějších je dílo Velký Gatsby, ve kterém je vyobrazeno nenaplnění amerického snu a ztráta ideálů spolu s láskou kvůli tomu, že hrdina musel odejít do války. V díle je také silná kritika společnosti, která se zajímá jen o peníze, ale nezajímá se o sebe navzájem. Dílo patří do jazzového věku. Mezi jeho další díla spojovaná se ztracenou generací patří Povídky jazzového věku a Na prahu ráje.

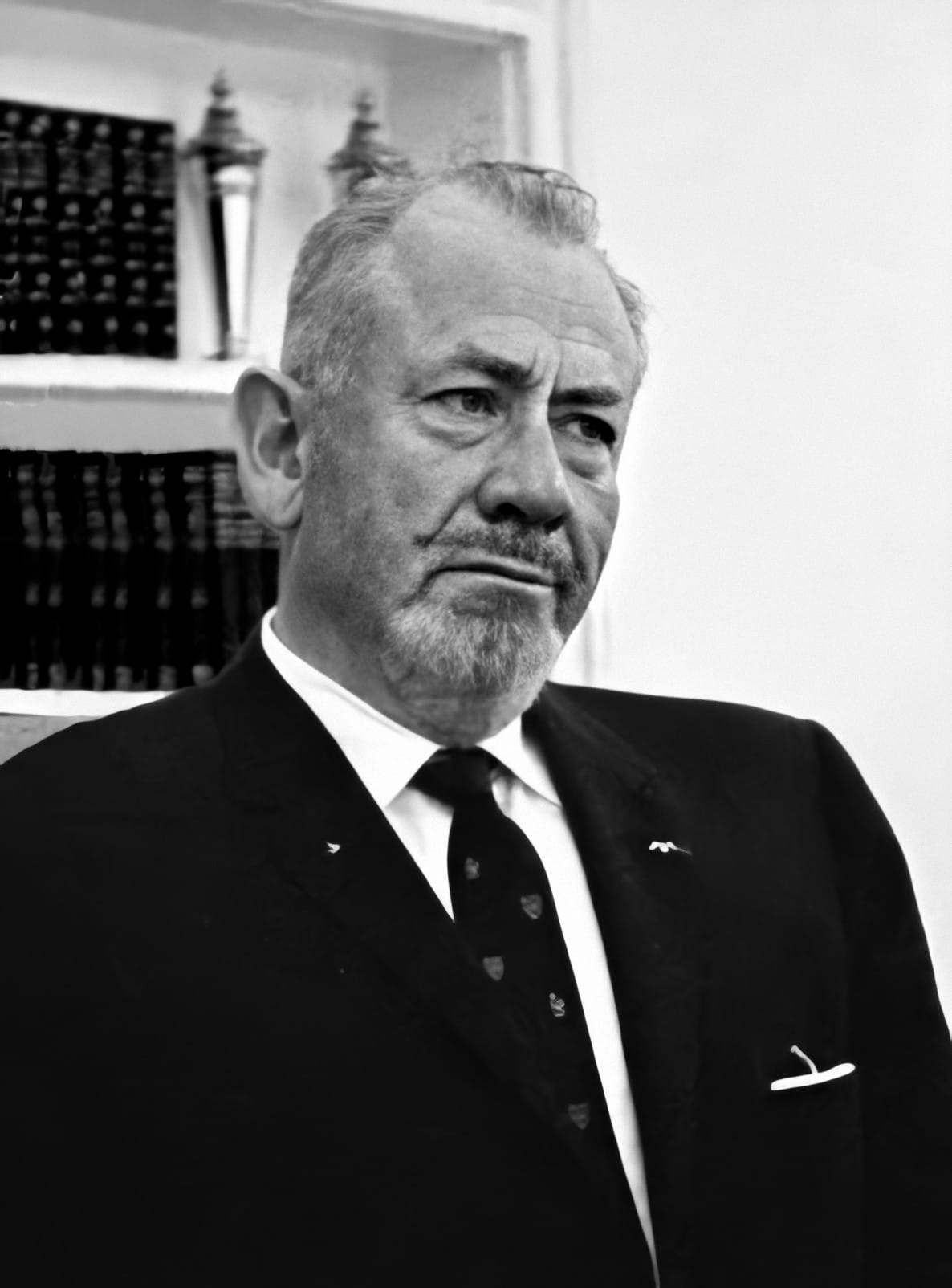
J. Steinbeck

### John Steinbeck
J. Steinbeck napsal známé dílo O myších a lidech, které se opírá o téma hospodářské krize po první světové válce, a také román Hrozny hněvu, který popisuje střet bohatých a chudých během hospodářské krize, v čemž spočívá kritika společnosti. Tento román obsahuje i biblické prvky.

### Další představitelé ztracené generace
- William Faulkner
- John Dos Passos
- Thomas Stearns Eliot
- Eugene O'Neill
- Louis Bromfield

Mezi ztracenou generaci bývá mylně zařazen i Erich Maria Remarque, který ale vyjadřuje jiné postoje k válce – nemá skeptické pocity po návratu z války. Mezi jeho nejznámější dílo patří Na západní frontě klid, ve kterém popisuje přímě dění bojů na frontě.